# Aleksander Einseln
Aleksander Einseln (* 25. Oktober 1931 in Tallinn; † 16. März 2017) war ein US-Bürger estnischer Abstammung. Von 1993 bis 1995 war er der erste militärische Befehlshaber der estnischen Streitkräfte nach der wiedererlangten Unabhängigkeit des Landes.

## Leben
Aleksander Einseln wuchs in seiner Geburtsstadt Tallinn auf, bis die Familie 1944 vor den sowjetischen Truppen zunächst nach Deutschland flüchtete. Von dort emigrierte sie 1949 in die Vereinigten Staaten.
Einseln war zweimal verheiratet. Aus seiner ersten Ehe hatte er drei Kinder.

## Militärische Laufbahn

### Vereinigte Staaten
Bereits kurz nach der Ankunft in den Vereinigten Staaten schloss sich Einseln 1950 der US-Armee an. Nach einem ersten Einsatz (1950–53) im Koreakrieg wurde er 1955 zum Leutnant befördert. Es folgten Einsätze im Vietnamkrieg, beim Generalstab der Streitkräfte und bei der NATO in Brüssel. Im Jahr 1985 wurde er, im Dienstrang eines Obersts, in den Ruhestand verabschiedet.

### Estland
Nach der Wiedererlangung der Unabhängigkeit des Landes suchte Estland vor allem auch im westlichen Ausland nach erfahrenen Offizieren für den Neuaufbau der eigenen Streitkräfte. Dem späteren Präsidenten Lennart Meri gelang es, Einseln von einer Rückkehr nach Estland zu überzeugen. So wurde dieser 1993 im Dienstrang eines Generalmajors (später Generalleutnants) erster militärischer Befehlshaber der estnischen Streitkräfte. Da hierfür zunächst keine Genehmigung der US-Behörden vorlag, gab es verschiedene Probleme. Dies ging so weit, dass neben Einselns Pension aus der Dienstzeit bei den US-Streitkräften sogar seine US-Staatsbürgerschaft zur Disposition stand. Diese Schwierigkeiten konnten aber bald ausgeräumt werden.
Nach Auseinandersetzungen mit dem damaligen Verteidigungsminister Andrus Öövel sah sich Einseln allerdings am 3. Dezember 1995 gezwungen, um die Entbindung von seinen Aufgaben zu bitten. Dem Rücktrittsgesuch wurde stattgegeben und Einseln im Dienstrang eines Generals in den Ruhestand versetzt.